# Günter K. Herrmann
Günter K. Herrmann (* 28. Dezember 1949 in Vilsbiburg) ist ein deutscher ehrenamtlicher Entwicklungshelfer in Togo, Gründungsmitglied der Deutsch-Togolesischen Gesellschaft, von 1972 bis 1998 Geschäftsführer und seit 1999 Präsident.

## Leben
Herrmann war von 1969 bis 1971 Pressereferent des Deutsch-Togo-Bundes (Organ der deutschtreuen Togoleute), der seinen Hauptsitz in Lomé (Togo) hatte.
Seit 1981 wird die von ihm gegründete „Togo-Rundschau“ herausgegeben, die über Politik, Kultur, Sport, Tourismus, Wirtschaft und die deutsch-togoischen Beziehungen berichtet.
Als Autor hat er seit 1984 Bücher und Broschüren veröffentlicht: „Togo und seine Geschichte“, „Togo – Tradition und Entwicklung“, „Länderführer Togo“, „Die Deutschen in Togo“ und die Autobiografie „Immer wieder Afrika“ (Engagement als Entwicklungshelfer und Afrikareisender).

## Ehrenbürger
Er ist in mehreren Orten der Republik Togo (Westafrika) „Premier Citoyen d’honneur“ und auch „Chef honorifique du Canton“.

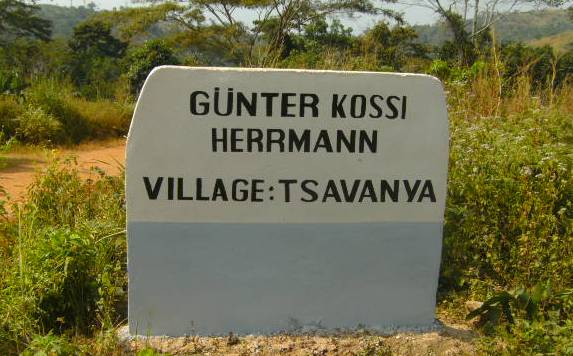
Ortsschild von Tsavanya in Togo

## Namensgebung
In Togo wurden mehrere Orte nach ihm benannt: Village G. Herrmann Agbalossi, Village G. Herrmann Hadètèyo, Village G. Herrmann Tchévendah, Lavié-Apédomé – Günter Kossi Herrmann Village und Günter Kossi Herrmann Village Tsavanya.

## Monografien von Günter K. Herrmann (in chronologischer Folge)
- Togo und seine Geschichte. [Herrmann], Stuttgart 1984.
- Länderführer Togo. [Herrmann], Stuttgart 1995.
- Die Deutschen in Togo. Die deutsche Kolonialära in der Geschichte Togos 1884-1914. [Herrmann, Dr. Sebald], Stuttgart 2001.
- Togo – Tradition und Entwicklung. [Herrmann], Stuttgart 2012.
- Immer wieder Afrika. Engagement als Entwicklungshelfer und Afrikareisender. [Herrmann], Stuttgart 2013.